# Regeneracionismo
Chama-se  Regeneracionismo o movimento intelectual espanhol que entre os séculos XIX e XX medita objetivamente sobre as causas da decadência da Espanha como nação. Convém, porém, diferençá-lo da Geração de 98, com a qual  acostuma ser confundida, já que, se bem que ambos os movimentos expressam o mesmo julgamento pessimista sobre Espanha, os regeneracionistas o fazem de uma forma objetiva, documentada e científica, enquanto a Geração de 1898 o faz em forma mais literária, subjetiva e artística. Seu principal representante foi o aragonês Joaquín Costa.

## Origem do termo
A palavra "regeneração" encontra-se já a princípio do século XIX e está tomada do léxico médico, como antônimo de "corrupção", a fim de metaforizar uma expetativa política. Na realidade, é uma nova forma na que se verte a velha preocupação patriótica espanhola pela decadência do país, que se expressou nos séculos XVI e XVII através da obra dos arbitristas e no século XVIII por meio do iluminismo e o reformismo bourbônico, às vezes satirizado na figura do chamado Projetismo, que atacara José Cadalso nas suas Cartas marruecas. 
Contudo, o seu desenvolvimento do regeneracionismo no final do século XIX é consequência direta da crise do sistema político fundado por Cánovas na Restauração: a alternância de partidos, que proporcionara ao país uma falsa estabilidade baseada no seu triunfo nas Guerras Carlistas, era ilusória e sustinha-se sobre a base de uma grande corrupção política que impedia visualizar a efetiva miséria do povo e a má repartição geográfica de uma tardia revolução industrial, o caciquismo, a fraude eleitoral e o triunfo de uma oligarquia econômica e política, que relegaram o papel motor da burguesia aos redutos catalães e bascos, apropriando-se praticamente de todo o solo produtivo do campo espanhol mediante tramposas desamortizações que geraram improdutivos latifúndios, criando mão-de-obra barata numa extensa classe de jornaleiros famintos. Este término definiu-se ideologicamente através da influência do Krausismo, filosofia que pregoava a liberdade de consciência, introduzida na Espanha por Julián Sanz del Río.

## Revistas do Regeneracionismo
Os intelectuais regeneracionistas tentavam forjar uma nova ideia da Espanha baseada na autenticidade, pelo qual era essencial desmascarar as imposturas da falsa Espanha oficial mediante a divulgação dos seus estudos em revistas de ampla difusão. Muitas destas revistas antecedem às do 98 e em parte confundem-se com elas. A primeira foi sem dúvida a Revista Contemporânea, fundada em 1875 (durou até 1907) por José del Perojo, um homem muito imbuído dos ideais regeneracionistas e que contou nos seus começos com numerosos colaboradores pertencentes à Instituição Livre de Ensino, como Rafael Altamira, Julián Sanz del Río, Rafael María de Labra e Urbano González Serrano, personagens que conseguiram importar correntes estéticas e filosóficas europeias, rompendo assim a vinculação com a tradição cultural espanhola. Grande prestígio teve também durante os anos da Regência España Moderna (1889–1914). Fundada por José Lázaro Galdiano, visava a representar no país o que a Révue de Deux Mondes no vizinho. Como méritos, cabe assinalar que tentou ser a «soma intelectual da idade contemporânea», com uma marcada tendência europeísta que serviu como transmissor de um espírito cosmopolita. Na revista colaboram figuras como Ramiro de Maeztu e Miguel de Unamuno. E também é preciso citar a revista Nuevo Teatro Crítico, com Emilia Pardo Bazán praticamente como única autora, na que expôs desde as suas teorias literárias até o seu pensamento, pontuado pelo europeísmo e um sincero feminismo.

## Os escritores do Regeneracionismo
Os escritores do Regeneracionismo reagem contra a decomposição do sistema canovista publicando estudos e ensaios que denunciam esta situação, que chega a fazer-se evidente com a derrota do tecnicamente obsoleto exército espanhol na guerra com os Estados Unidos da América em 1898 e a perda do império colonial (Cuba, Porto Rico e as Filipinas).

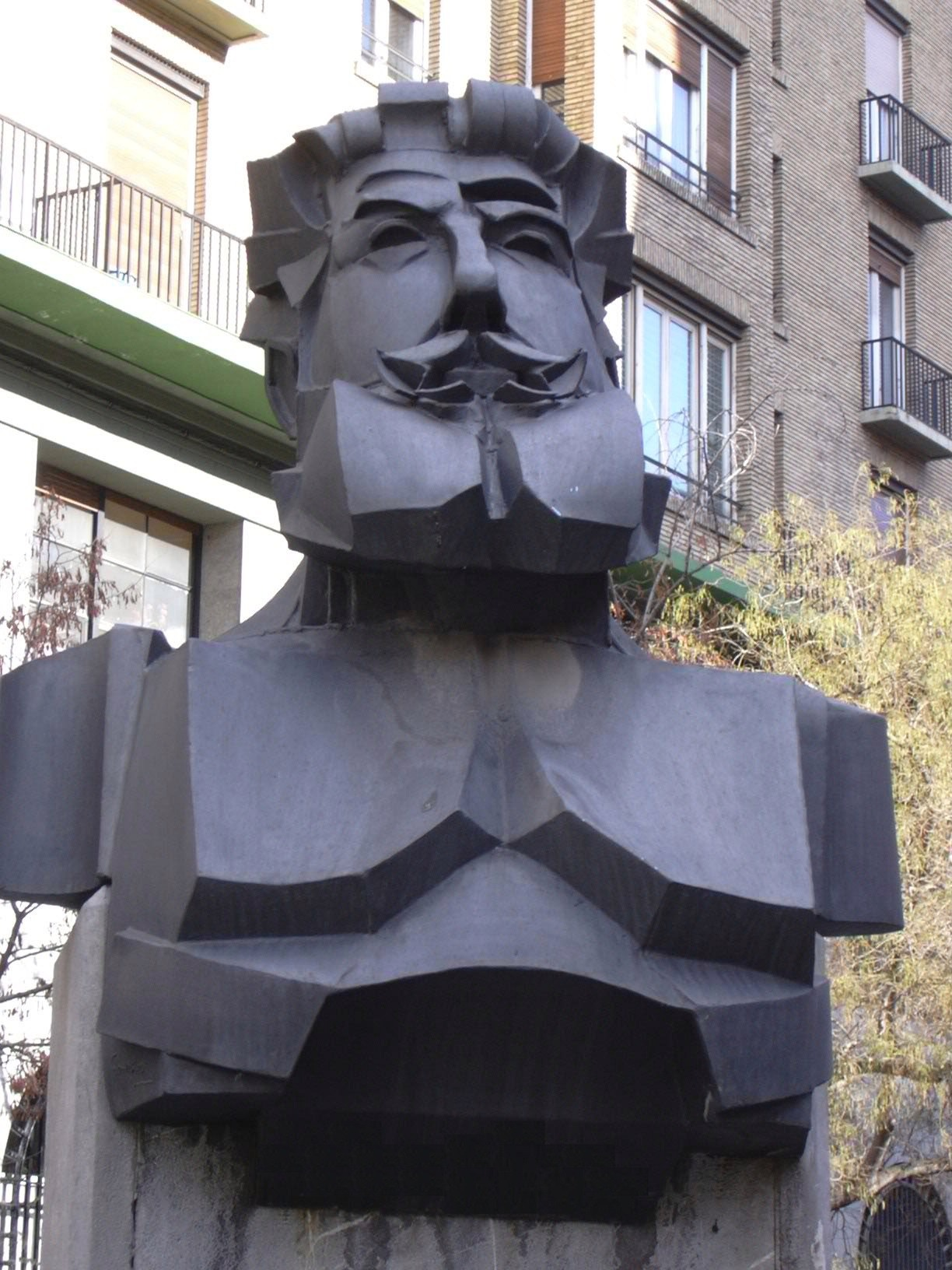
Estátua de Joaquín Costa em Saragoça

O autor mais importante deste movimento e de certa forma o seu líder foi Joaquín Costa, quem causou uma autêntica comoção com as suas obras Colectivismo agrario en España (1898) e Oligarquia y caciquismo como la forma actual de gobierno en España (1901), se bem que o seu caminho foi preparado anteriormente por Los males de la patria y la futura revolución española (1890), de Lucas Mallada e El problema español, de Ricardo Macías Picavea, bem como pelas críticas que sobre o analfabetismo e a pedagogia do estado foram vertidas pelos krausistas da Instituição Livre de Ensino dirigida por Francisco Giner de los Ríos. Por outro lado, um conjunto de autores veio a seguir os caminhos pontuados por Costa. Assim, Rafael Altamira (1866–1951) escreveu Psicología del pueblo español (1902), onde concebe o patriotismo como um conceito espiritual ingênito nos povos. Após passar revista aos propagadores deste sentimento desde Juan Ginés de Sepúlveda, Francisco de Quevedo, Benito Jerónimo Feijoo, etc., até o aragonês Lucas Mallada, cuja obra desaprova, menciona os defeitos do Idearium espanhol proposto por Ángel Ganivet e trata a hispanofobia francesa como um grave mal, atenuado pela hispanofilia alemã. Defende a atuação espanhola na América e crê que a sua reputação melhorou, em que pese a se desinteressar ainda dos seus próprios assuntos. Depois trata a situação presente recusando o pessimismo de Ricardo Macías Picavea (1847–1899) em El problema nacional e a sua proposição de uma ditadura e simpatiza com Juan Pablo Forner e com Joaquín Costa. Separa a vida nacional da política dos seus dirigentes, pouco exemplar, e resume os males espanhóis em:
1. falta de patriotismo
2. desprezo do próprio
3. ausência de interesse comum
4. falta de conceito de independência
5. menosprezo da tradição.

Por último interpreta o «cirurgião» de Joaquín Costa como símbolo da confiança em si mesmo do povo espanhol, com os seus vícios e virtudes. A educação solucionaria problemas: se as Universidades difundissem o saber em cada centro e classe social —aplaude a Concepción Arenal—, despertaria inquietudes. Pede carta branca para a escola, que criará uma «nobre paixão por engrandecer a terra onde um nasceu», em frase de Lucas Mallada, com o esforço de que é capaz o espanhol.
Um pensamento similar foi recolhido por José María Salaverría (1873–1940), autor de Vieja España (1907).
Os ideais e propostas dos regeneracionistas foram acolhidos por políticos conservadores como Francisco Silvela, que escreveu um famoso artigo, «Sin pulso», publicado em "El Tiempo" (23 de Dezembro de 1897), e Antonio Maura, que viram nesta corrente um adequado veículo para as suas aspirações políticas e aderiram-se à mesma; igualmente fizeram os liberais Santiago Alba, José Canalejas e Manuel Azaña. Benito Pérez Galdós assimilou este pensamento como uma derivação do seu inicial krausismo nos seus últimos Episodios nacionales e mesmo um ditador como Miguel Primo de Rivera chegou a se apropriar em nome do discurso de Costa, que chegou a recomendar um «cirurgião de ferro» que acometesse as reformas urgentes que precisava o país. De fato, empreendeu e levou a cabo um dos sonhos de Costa: um plano hidrológico. Mas foram escritores como Juan Pío Membrado Ejerique, Julio Senador Gómez, Luis Morote, Ramiro de Maeztu, Adolfo Posada ou José Ortega y Gasset quem nomeadamente prolongaram este movimento intelectual até o estouro da Guerra civil espanhola em 1936.